# Jan Tak
Johannes Jacobus Franciscus (Jan) Tak (Amsterdam, 19 december 1875 – aldaar, 5 oktober 1966) was een Nederlands violist.
Hij was zoon van musicus Jan Abels Tak en Geertje Susanna Bijl. Zelf trouwde hij met Paulina Josina Schuurman. Het echtpaar kreeg in 1902 een dochter met dezelfde voornamen. Ze was al op jonge leeftijd juriste (meester in de rechten), getrouwd met landsrechter Louis Mourits Cahen. Ze overleed op 20 augustus 1945 in het burger/interneringskamp Lampersari-Sompok en werd begraven op Ereveld Kalibanteng Het echtpaar woonde na de Tweede Wereldoorlog aan het Harmoniehof, Amsterdam-Zuid.
Nadat hij zijn eerste lessen van zijn vader had gekregen kon hij plaatsnemen in de Orkestschool van Willem Kes. Daar volgden lessen van Wim Kes zelf, Edwin Richter, Leopold Kramer, Wouter Hutschentruyter en Bernard Zweers. Hij werd in eerste instantie muziekonderwijzer.  In 1893 begon hij als tweede violist in het Concertgebouworkest. Het jaar daarop zat hij in de groep van eerste violisten, maar maakte in het seizoen 1895-1896 een uitstapje met Kes naar het Scottish orchestra In Glasgow. Bij terugkeer werd hij tweede violist bij de Hollandsche Opera en even later weer bij het Concertgebouworkest; weer in de groep eerste violisten. Ten tijde van de uitgave van Muzikaal Nederland 1850-1910 was hij dat in 1913 nog. Hij werd echter nauwelijks bekend door solistisch optreden (slechts tweemaal bij het Concertgebouworkest), wel was hij actief binnen de wereld van kamermuziek en strijkkwartetten. Zo was hij tussen 1901 en 1906 altviolist in het Strijkkwartet Robert (Willem Robert sr., Willem Robert jr., en Theodorus Cornelis de Maaré (tevens echtgenote van Taks zus Geertruida)). In het seizoenen 1901-1906 (op seizoen 1901 na) speelde hij altviool in het Nederlandsch Strijkkwartet (Christiaan Timmner/Louis Zimmermann, Johan Herbschleb en Frits Gaillard).
Hij woonde in Amsterdam en gaf les aan de NV Nieuw Muziekschool van Johannes Oostveen en vanaf 1918 aan de Kweekschool voor onderwijzers, waar hij in 1941 ontslag vroeg en op 1 september kreeg.